# Joe Hart
Charles Joseph John Hart (Shrewsbury, Anglaterra, 19 d'abril de 1987) és un futbolista anglès que juga en la posició de porter. El seu actual club és el Celtic.

## Trajectòria
Inicià la seva trajectòria futbolística l'any 2003 al Shrewsbury Town de la Second Division anglesa, equip en el qual jugà fins a l'any 2006 quan fou fitxat pel Manchester City, on tan sols hi disputà un partit en tota la temporada i fou cedit al Tranmere Rovers de la Second Division, on també jugà molt pocs partits.
Al retornar a Manchester fou novament cedit per 6 mesos al Blackpool FC, on disputà les 5 últimes jornades del campionat amb excel·lents actuacions, fet que cridà l'atenció de Sven-Göran Eriksson, qui no estava gaire conforme amb les actuacions d'Andreas Isaksson, de manera que Hart retornà al Manchester City on es convertí en el porter titular.
Joe Hart fou porter titular del Manchester City fins a l'arribada al club del porter Shay Given, i per això per la temporada 2009/10 fou cedit al Birmingham City F.C..
Després d'aquesta etapa tornà al Manchester City on ha jugat un total de 133 partits, sent el porter titular indiscutible.
Ha disputat un total de 75 partits amb la selecció de futbol d'Anglaterra. Va debutar amb la selecció l'1 de juny de 2008 contra la selecció de futbol de Trinitat i Tobago.